# Rotacismus
Rotacismus či ráčkování je verbální porucha ve výslovnosti souhlásky „r“. Pojmem rotacismus se taktéž popisuje změna jiné souhlásky za „r“. Tuto vadu je možné odstranit pomocí speciálních cvičení a často s pomocí logopeda. V mluvené řeči osoba trpíci rotacismem často hlásku r cíleně vynechává či ji nahrazuje jinou podobně znějící hláskou, a to nejčastěji pomocí „j, l, v, h, d“. V závislosti na tom, jak jsou tyto náhradní hlásky tvořeny, se pak rozlišuje několik druhů rotacismu. Nesprávná výslovnost specificky české hlásky /ř/ [r̝] se označuje jako „rotacismus bohemicus“. Rotacismus je jedna z nejčastějších vad řeči kvůli faktu, že alveolární vibranta „r“ patří k artikulačně nejobtížnějším hláskám.